# Angiolo Tavanti
Angiolo Tavanti o anche Angelo Tavanti (Policiano, 24 gennaio 1714 – 5 settembre 1781) è stato un giurista e politico italiano.

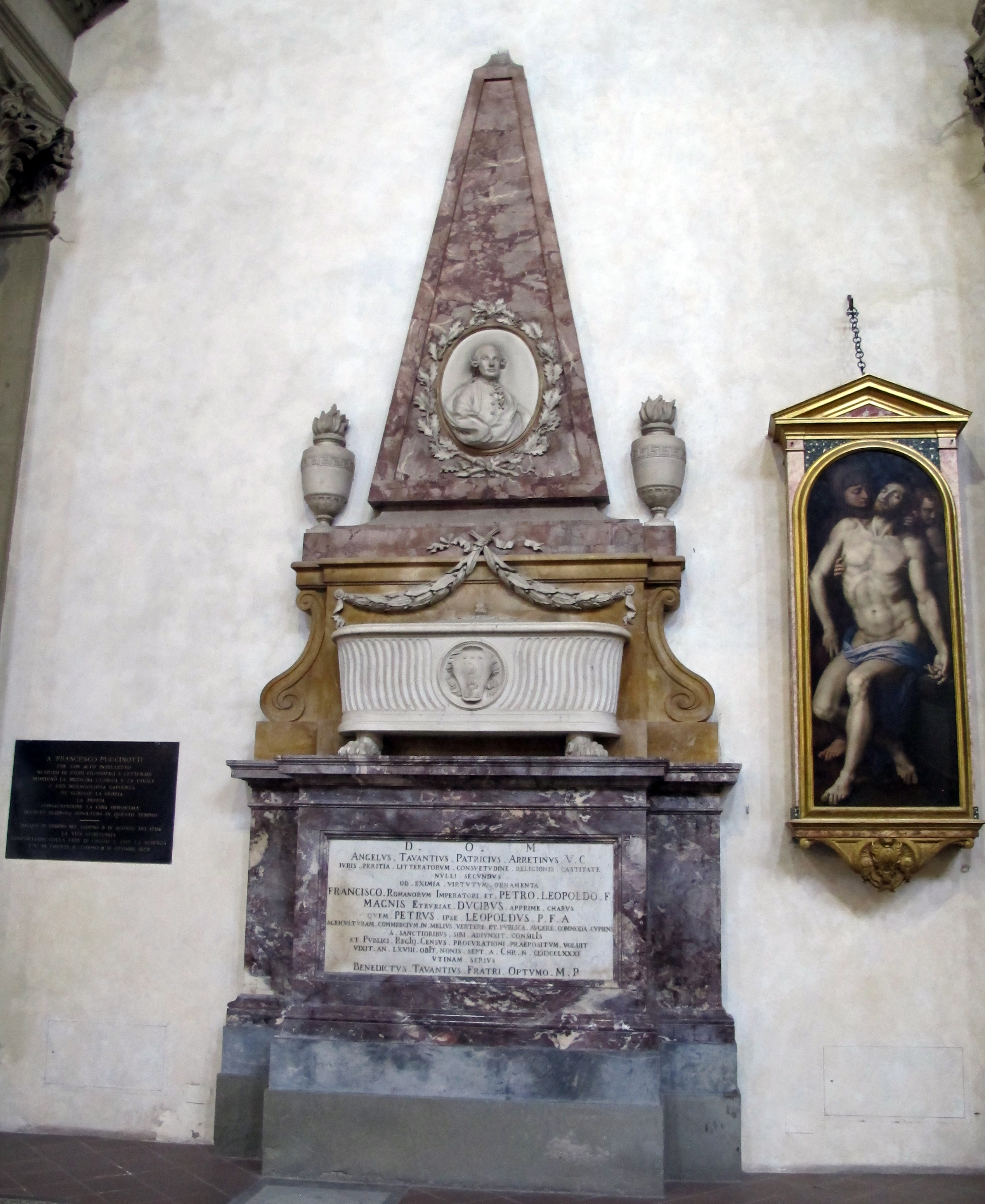
La tomba in Santa Croce, Firenze

Ha iniziato i suoi studi nel seminario vescovile di Arezzo per passare poi nelle scuole Pie di Firenze sotto la guida di Odoardo Corsini. Successivamente completò gli studi all'università degli Studi di Pisa dove nel 1739 si laurea in legge. Si perfezionò a Roma. Nel 1746 viene chiamato nel governo toscano come segretario del Consiglio di Finanze e nel 1770 ne diventa Direttore.
Ha ricoperto dal 1746 il ruolo di segretario del consiglio delle Finanze per il Granducato e dal 1770 ne diventa Direttore. Da allora sarà uno degli uomini politici più influenti e quello ad avere i maggiori contatti con il Granduca Leopoldo. Tra i suoi molti meriti quelli di aver abolito i dazi doganali ed aver creato il catasto nazionale.
È stato uno dei più grandi statisti e giuristi della fine Settecento. Gli è attribuita una delle più antiche raccolta di leggi fiorentine e toscane dal 1444 al 1778. È sepolto nella Basilica di Santa Croce a Firenze.